# دنیل اسلاتون
دنیل اسلاتون (انگلیسی: Danielle Slaton؛ زادهٔ ۱۰ ژوئن ۱۹۸۰) بازیکن فوتبال اهل ایالات متحده آمریکا بود.
از باشگاه‌هایی که در آن بازی کرده‌است می‌توان به باشگاه فوتبال زنان المپیک لیون اشاره کرد.
وی به‌همراه تیم ملی فوتبال زنان ایالات متحده آمریکا در بازی‌های المپیک تابستانی ۲۰۰۰ به مدال مدال نقره دست پیدا کرده‌است.